# Nati nel 1941/Maggio
| Questa pagina contiene informazioni ricavate automaticamente dalle voci biografiche con l'ausilio del template Bio e di un bot. L'aggiornamento è periodico e automatico e ricostruisce completamente la pagina. Se manca una persona in questa lista, sei pregato di non aggiungerla, ma accertati piuttosto che la sua voce biografica contenga il template Bio e che i dati anagrafici siano correttamente compilati. Se il template Bio manca, inseriscilo tu stesso o, in alternativa, metti l'avviso {{tmp\|Bio}} che ne segnala la mancanza. Se i dati riportati sono sbagliati, correggi direttamente la voce biografica; le modifiche saranno visibili in questa lista entro pochi giorni. Per chiarimenti vedi il progetto biografie. La lista contiene solo le 213 persone che sono citate nell'enciclopedia e per le quali è stato implementato correttamente il template Bio. Pagina aggiornata al 10 ago 2025. |

- 1º maggio - Jorge Arrate, politico cileno
- 1º maggio - George Lehmann, cestista e allenatore di pallacanestro statunitense († 2024)
- 1º maggio - Elio Zamuto, attore, doppiatore e direttore del doppiaggio italiano
- 1º maggio - Walter Mignolo, semiologo, filosofo e critico letterario argentino
- 1º maggio - Asil Nadir, imprenditore cipriota († 2025)
- 1º maggio - Valeriano Pérez, ex schermidore messicano
- 1º maggio - Magne Thomassen, ex pattinatore di velocità su ghiaccio norvegese
- 2 maggio - Gianpaolo Bissi, politico italiano († 2022)
- 2 maggio - Marcela López Rey, attrice e coreografa argentina
- 2 maggio - Franco Scoglio, allenatore di calcio italiano († 2005)
- 2 maggio - Per Sønstabø, calciatore norvegese († 2024)
- 2 maggio - Jules Wijdenbosch, politico surinamese († 2025)
- 2 maggio - Mario Zanon, ex calciatore italiano
- 3 maggio - Nona Gaprindashvili, scacchista sovietica
- 3 maggio - Celestín Mrázek, ex cestista e allenatore di pallacanestro cecoslovacco
- 3 maggio - Pierangelo Paleari, ex politico italiano
- 3 maggio - Dave Robinson, ex giocatore di football americano statunitense
- 4 maggio - Ubaldo Continiello, compositore italiano († 2014)
- 4 maggio - Barbara Robertson, cestista, allenatrice di pallacanestro e pallavolista canadese († 2017)
- 4 maggio - Giovanni Ruffino, linguista e glottologo italiano
- 4 maggio - Adriano Spatola, poeta, editore e critico letterario italiano († 1988)
- 4 maggio - Joachim Wanke, vescovo cattolico tedesco
- 4 maggio - George Will, giornalista statunitense
- 5 maggio - Terry Baker, ex giocatore di football americano statunitense
- 5 maggio - Georges Casolari, calciatore francese († 2012)
- 5 maggio - Stanley Cowell, pianista statunitense († 2020)
- 5 maggio - Romuald Figuier, cantautore francese
- 5 maggio - John Foster, filosofo britannico († 2009)
- 5 maggio - Craig T. James, politico statunitense
- 5 maggio - Anatolij Semenovič Levčenko, cosmonauta sovietico († 1988)
- 5 maggio - Massimo Quaini, geografo italiano († 2017)
- 5 maggio - Aleksandr Ragulin, hockeista su ghiaccio sovietico († 2004)
- 6 maggio - Günter Clemens, attore tedesco († 2016)
- 6 maggio - Anselma Dell'Olio, giornalista, traduttrice e critica cinematografica statunitense
- 6 maggio - Ghena Dimitrova, soprano bulgaro († 2005)
- 6 maggio - Vital Eiselt, ex cestista jugoslavo
- 6 maggio - Ivica Osim, allenatore di calcio e calciatore jugoslavo († 2022)
- 6 maggio - Đorđe Perišić, ex pallanuotista jugoslavo
- 6 maggio - Carole Phillips, ex cestista statunitense
- 6 maggio - Craig Reedie, ex giocatore di badminton e dirigente sportivo britannico
- 6 maggio - Keisuke Satsuke, ex pallanuotista giapponese
- 6 maggio - Manfred Spies, artista, designer e fotografo tedesco
- 6 maggio - Silvio Traversa, funzionario italiano
- 7 maggio - Michel Audureau, ex cestista francese
- 7 maggio - Antonio Capitta, giornalista italiano († 2017)
- 7 maggio - Pashupati Shamsher Jang Bahadur Rana, politico nepalese
- 7 maggio - Jean Schneider, astronomo francese
- 7 maggio - Giancarlo Valt, giocatore di curling italiano
- 8 maggio - Félix Blaska, ballerino e coreografo polacco
- 8 maggio - Bruno Carotenuto, attore italiano
- 8 maggio - Pablo Jaime Galimberti di Vietri, vescovo cattolico uruguaiano
- 8 maggio - Villi Hermann, regista, sceneggiatore e produttore cinematografico svizzero
- 8 maggio - Nello Sbaiz, dirigente sportivo, allenatore di calcio e calciatore italiano († 2022)
- 8 maggio - Friedrich Seifert, mineralogista tedesco
- 8 maggio - Thomson Chan Tam-Sun, ex arbitro di calcio hongkonghese
- 9 maggio - Rüdiger Bubner, filosofo tedesco († 2007)
- 9 maggio - Jan Dibbets, artista olandese
- 9 maggio - Matteo Graziano, politico italiano († 2013)
- 9 maggio - Dorothy Hyman, ex velocista britannica
- 9 maggio - Howard Komives, cestista e allenatore di pallacanestro statunitense († 2009)
- 9 maggio - Matthias Langhoff, regista teatrale tedesco
- 9 maggio - Gilberto Noletti, calciatore italiano († 2024)
- 9 maggio - Émile Puech, presbitero e epigrafista francese
- 9 maggio - Finn Willy Sørensen, allenatore di calcio e calciatore danese († 2019)
- 10 maggio - Caroline Walker Bynum, storica statunitense
- 10 maggio - Ken Kennedy, rugbista a 15 e medico britannico († 2022)
- 10 maggio - Hammy McMeechan, calciatore australiano († 2012)
- 10 maggio - Adolfo Natalini, architetto italiano († 2020)
- 10 maggio - Claude Robin, calciatore francese († 2010)
- 10 maggio - Nicholas Sand, chimico statunitense († 2017)
- 10 maggio - Georgi Stojkovski, triplista bulgaro († 2023)
- 11 maggio - Gian Carlo Abelli, politico italiano († 2016)
- 11 maggio - Walter Boucquet, ciclista su strada e pistard belga († 2018)
- 11 maggio - Eric Burdon, cantante britannico
- 11 maggio - Vito Consoli, politico italiano († 1989)
- 11 maggio - Tatjana Ljujić-Mijatović, politica bosniaca
- 12 maggio - Massimo De Vita, fumettista italiano
- 12 maggio - Franco Magnaghi, ex calciatore italiano
- 12 maggio - Franco Stradella, politico italiano († 2022)
- 13 maggio - Senta Berger, attrice e produttrice cinematografica austriaca
- 13 maggio - Joe Brown, cantante e chitarrista britannico
- 13 maggio - Domenico Cecchetti, ex ciclista su strada sammarinese
- 13 maggio - Jody Conradt, ex cestista e allenatrice di pallacanestro statunitense
- 13 maggio - Giovanni Del Tin, ingegnere e dirigente d'azienda italiano
- 13 maggio - Katherine Duncan-Jones, critica letteraria britannica († 2022)
- 13 maggio - Imca Marina, cantante e scrittrice olandese
- 13 maggio - Mario Neri, politico italiano
- 13 maggio - Ritchie Valens, cantante e chitarrista statunitense († 1959)
- 13 maggio - Ida Vallerugo, poetessa italiana
- 14 maggio - Habib Galhia, pugile tunisino († 2011)
- 14 maggio - Ada den Haan, nuotatrice olandese († 2023)
- 14 maggio - Stephen Krashen, linguista e attivista statunitense
- 14 maggio - Alessandro Roccati, archeologo e egittologo italiano
- 15 maggio - Pietro Campagnari, ex ciclista su strada italiano
- 15 maggio - Ugo Castagnotto, semiologo italiano
- 15 maggio - Silvana Corsini, attrice italiana
- 15 maggio - Vasilij Danilov, ex calciatore sovietico
- 15 maggio - Beniamino Depalma, arcivescovo cattolico italiano
- 15 maggio - Enrico Dordoni, ex calciatore italiano
- 15 maggio - John Man, storico e scrittore britannico
- 15 maggio - Brian Green, velocista britannico
- 15 maggio - Robert Kowalski, informatico e logico statunitense
- 15 maggio - Antonio Martone, magistrato italiano
- 15 maggio - Mario Rosario Morelli, magistrato italiano
- 15 maggio - Imre Palló, direttore d'orchestra e docente ungherese
- 15 maggio - Edy Schutz, ex ciclista su strada lussemburghese
- 16 maggio - Aldo Canti, attore e stuntman italiano († 1990)
- 16 maggio - Denis James Hart, arcivescovo cattolico australiano
- 16 maggio - Gianni Magni, attore, cantante e cabarettista italiano († 1992)
- 16 maggio - Peter Nicholas, imprenditore statunitense († 2022)
- 16 maggio - José Song Sui-Wan, vescovo cattolico cinese († 2012)
- 17 maggio - Ben Nelson, politico statunitense
- 17 maggio - José Ufarte, allenatore di calcio e ex calciatore spagnolo
- 17 maggio - Grace Zabriskie, attrice statunitense
- 18 maggio - Jacques Barlie, ex calciatore e allenatore di calcio svizzero
- 18 maggio - Edoardo Boncinelli, genetista e fisico italiano († 2025)
- 18 maggio - Giuseppe Cambiano, storico della filosofia italiano
- 18 maggio - Werner Delle Karth, ex bobbista austriaco
- 18 maggio - Lella Golfo, giornalista e politica italiana
- 18 maggio - Bjørn Hasløv, ex canottiere danese
- 18 maggio - Alfredo Langguth, zoologo uruguaiano
- 18 maggio - Miriam Margolyes, attrice britannica
- 18 maggio - Maurizio Prato, dirigente d'azienda e dirigente pubblico italiano
- 18 maggio - Mary Willard, ex tuffatrice statunitense
- 19 maggio - Fernando Azevedo, ex calciatore brasiliano
- 19 maggio - Ritt Bjerregaard, politica danese († 2023)
- 19 maggio - Nora Ephron, regista, produttrice cinematografica e sceneggiatrice statunitense († 2012)
- 19 maggio - James Hoffa, avvocato e sindacalista statunitense
- 19 maggio - Furio Jesi, storico, critico letterario e saggista italiano († 1980)
- 19 maggio - Antonio Paiola, attore e doppiatore italiano
- 19 maggio - Roberto Pinza, politico italiano
- 19 maggio - Rino Sudano, attore teatrale, regista e drammaturgo italiano († 2005)
- 20 maggio - Imants Bodnieks, ex pistard lettone
- 20 maggio - Martin Carthy, chitarrista e cantante britannico
- 20 maggio - Raymond Forni, avvocato e politico francese († 2008)
- 20 maggio - Goh Chok Tong, politico singaporiano
- 20 maggio - Jean-Pierre Grallet, arcivescovo cattolico francese
- 20 maggio - Janko Nilović, pianista, compositore e arrangiatore francese
- 20 maggio - Mario Perniola, filosofo e scrittore italiano († 2018)
- 20 maggio - John Strasberg, attore, regista e insegnante statunitense
- 21 maggio - Umberto Ammaturo, mafioso e collaboratore di giustizia italiano
- 21 maggio - Umberto Carpi, politico, storico della letteratura e italianista italiano († 2013)
- 21 maggio - Bobby Cox, ex giocatore di baseball e allenatore di baseball statunitense
- 21 maggio - Francesco Del Punta, storico della filosofia italiano († 2013)
- 21 maggio - Giuseppe Giacomo Gambino, mafioso italiano († 1996)
- 21 maggio - Gregory Hill, scrittore statunitense († 2000)
- 21 maggio - Ronald Isley, cantautore e produttore discografico statunitense
- 21 maggio - Giuseppe Leone, politico italiano († 2015)
- 21 maggio - Vittorio Mazzoni della Stella, politico e funzionario italiano
- 21 maggio - Vittorio Morace, armatore e dirigente sportivo italiano († 2022)
- 21 maggio - Agathe Pembellot, magistrato della Repubblica del Congo († 2016)
- 21 maggio - Ton Pronk, calciatore olandese († 2016)
- 21 maggio - Arlette Rustichelli, ex cestista francese
- 21 maggio - Ettore Toscano, attore, regista e poeta italiano († 2020)
- 22 maggio - Menzies Campbell, politico britannico
- 22 maggio - Joe Davis, calciatore scozzese († 2016)
- 22 maggio - Boris Godjunov, cantante bulgaro († 2015)
- 22 maggio - Sue Gunter, cestista e allenatrice di pallacanestro statunitense († 2005)
- 22 maggio - Martha Langbein, ex velocista tedesca
- 22 maggio - Vinko Rosić, pallanuotista e allenatore di pallanuoto jugoslavo († 2006)
- 22 maggio - Peter Schnittger, allenatore di calcio tedesco
- 23 maggio - Elettra Deiana, politica e attivista italiana († 2023)
- 23 maggio - Bryan Hextall Jr., ex hockeista su ghiaccio canadese
- 23 maggio - Zalman King, regista, sceneggiatore e produttore cinematografico statunitense († 2012)
- 23 maggio - Per Lyngemark, pistard danese († 2010)
- 23 maggio - Rod Thorn, ex cestista, allenatore di pallacanestro e dirigente sportivo statunitense
- 23 maggio - Fernando Veneranda, calciatore e allenatore di calcio italiano († 2007)
- 24 maggio - Vittorio Biagi, coreografo e ballerino italiano
- 24 maggio - Gioacchino Cataldo, italiano († 2018)
- 24 maggio - Vladimir Cvetković, ex cestista jugoslavo
- 24 maggio - Jean Dockx, calciatore belga († 2002)
- 24 maggio - Bob Dylan, cantautore e musicista statunitense
- 24 maggio - Andrés García, attore messicano († 2023)
- 24 maggio - George Lakoff, linguista statunitense
- 24 maggio - Ivan Mráz, calciatore, allenatore di calcio e giornalista cecoslovacco († 2024)
- 24 maggio - Walther Negrão, sceneggiatore, autore televisivo e attore brasiliano
- 25 maggio - Diane Bish, organista, compositrice e produttrice televisiva statunitense
- 25 maggio - Winfried Bölke, ciclista su strada, pistard e ciclocrossista tedesco († 2021)
- 25 maggio - Sergio Clerici, allenatore di calcio e ex calciatore brasiliano
- 25 maggio - Viktor Kravčenko, ex triplista sovietico
- 25 maggio - Giampaolo Pozzo, imprenditore e dirigente sportivo italiano
- 25 maggio - Jan Skogh, schermidore svedese († 2019)
- 25 maggio - Vladimir Voronin, politico moldavo
- 26 maggio - Giorgio Ariani, attore, comico e doppiatore italiano († 2016)
- 26 maggio - Cliff Drysdale, ex tennista sudafricano
- 26 maggio - Roberto Sampietro, chirurgo italiano († 2022)
- 26 maggio - Kenji Tochio, ex calciatore giapponese
- 27 maggio - Jorge Eduardo Acosta, militare e criminale argentino
- 27 maggio - Yogiraj Aruna Nath Giri, mistico argentino († 2020)
- 27 maggio - Robert Nugent Lynch, vescovo cattolico statunitense
- 27 maggio - Giancarlo Nanni, regista teatrale, drammaturgo e attore italiano († 2010)
- 28 maggio - Jean Auréal, pilota motociclistico francese († 1985)
- 28 maggio - Ivan Brzić, allenatore di calcio e calciatore jugoslavo († 2014)
- 28 maggio - Marcello Fagiolo, storico dell'arte e storico dell'architettura italiano
- 28 maggio - Beth Howland, attrice statunitense († 2015)
- 29 maggio - Inger Aufles, ex fondista norvegese
- 29 maggio - Pepi Bader, bobbista tedesco († 2021)
- 30 maggio - Roberto Calasso, scrittore e editore italiano († 2021)
- 30 maggio - Luigi Conti, arcivescovo cattolico italiano († 2021)
- 30 maggio - Gian Carlo Di Vizia, politico italiano
- 30 maggio - Alessandro Finazzi Agrò, biochimico italiano
- 30 maggio - Trond Hoftvedt, ex calciatore norvegese
- 30 maggio - Yūji Ōno, musicista, compositore e pianista giapponese
- 30 maggio - James Rachels, filosofo statunitense († 2003)
- 30 maggio - Gianluigi Rossi, storico italiano
- 31 maggio - Fred André, allenatore di calcio e calciatore olandese († 2017)
- 31 maggio - Wolfgang Fahrian, calciatore tedesco occidentale († 2022)
- 31 maggio - Sean Flynn, fotoreporter e attore statunitense
- 31 maggio - Louis Ignarro, biochimico statunitense
- 31 maggio - William Nordhaus, economista statunitense
- 31 maggio - Félix Rodríguez, agente segreto cubano
- 31 maggio - Yoshimasa Sugawara, pilota di rally giapponese
- 31 maggio - Nicole van Goethem, animatrice e illustratrice belga († 2000)